# Hey Brother
Hey Brother é uma canção do DJ e produtor musical sueco Avicii, presente em seu álbum de estreia, True. O cantor de bluegrass americano Dan Tyminski é quem fornece os vocais para a faixa. A canção foi composta por Avicii, Ash Pournouri, Salem Al Fakir, Vincent Pontare e Veronica Maggio.
A música, lançada como o terceiro single do álbum, foi enviada para as rádios australianas em 9 de outubro de 2013 e posteriormente lançada em 28 de outubro na Alemanha, Suíça e Áustria. Em março de 2014, uma versão remixada da faixa, produzida pelo próprio Avicii, foi incluída em seu álbum de remixes True (Avicii by Avicii), desta vez com novos vocais do cantor Salem Al Fakir.

## Faixas
- CD single[1]

1. "Hey Brother" (radio edit) – 4:14
2. "Hey Brother" (instrumental) – 4:14

- Download digital — remixes[2]

1. "Hey Brother" (Syn Cole remix) – 5:00
2. "Hey Brother" (extended version) – 5:30

## Desempenho nas tabelas musicais

### Paradas semanais
| Tabelas musicais (2013)                        | Melhor posição |
| ---------------------------------------------- | -------------- |
| Austrália (ARIA)                               | 2              |
| Áustria (Ö3 Austria Top 75)                    | 1              |
| Bélgica (Ultratop 50 de Flandres)              | 3              |
| Bélgica (Ultratop Flanders Dance)              | 4              |
| Bélgica (Ultratop 50 da Valônia)               | 4              |
| Bélgica (Ultratop Wallonia Dance)              | 2              |
| Brasil (Brasil Hot 100 Airplay)                | 29             |
| Brasil (Brasil Hot Pop Songs)                  | 8              |
| Canadá (Canadian Hot 100)                      | 22             |
| Dinamarca (Hitlisten)                          | 4              |
| Finlândia (Suomen virallinen lista)            | 1              |
| França (SNEP)                                  | 4              |
| O campo songid é OBRIGATÓRIO PARA PARADA ALEMÃ | 1              |
| Hungria (Dance Top 40)                         | 2              |
| Hungria (Rádiós Top 40)                        | 1              |
| Hungria (Single Top 40)                        | 1              |
| Irlanda (IRMA)                                 | 5              |
| Países Baixos (Dutch Top 40)                   | 1              |
| Países Baixos (Mega Dance Top 30)              | 1              |
| Países Baixos (Single Top 100)                 | 2              |
| Países Baixos (Mega Top 50)                    | 1              |
| Nova Zelândia (Recorded Music NZ)              | 4              |
| Noruega (VG-lista)                             | 1              |
| Polónia (Polish Airplay Top 100)               | 4              |
| Polónia (Dance Top 50)                         | 23             |
| Escócia (Scottish Singles Chart)               | 1              |
| Espanha (PROMUSICAE)                           | 18             |
| Suécia (Sverigetopplistan)                     | 1              |
| Suíça (Schweizer Hitparade)                    | 2              |
| Reino Unido (UK Dance Chart)                   | 1              |
| Reino Unido (UK Singles Chart)                 | 2              |
| Estados Unidos (Billboard Hot 100)             | 16             |
| Estados Unidos (Billboard Mainstream Top 40)   | 40             |
| Estados Unidos (Billboard Alternative Airplay) | 40             |

## Histórico de lançamento
| País           | Data                   | Formato                | Gravadora        |
| -------------- | ---------------------- | ---------------------- | ---------------- |
| Austrália      | 9 de outubro de 2013   | Contemporary hit radio | Universal Island |
| Áustria        | 28 de outubro de 2013  | CD single              | PRMD, Universal  |
| Alemanha       | 28 de outubro de 2013  | CD single              | PRMD, Universal  |
| Suíça          | 28 de outubro de 2013  | CD single              | PRMD, Universal  |
| Estados Unidos | 18 de novembro de 2013 | Triple A radio         | Universal Island |
| Estados Unidos | 19 de novembro de 2013 | Contemporary hit radio | Universal Island |
| Itália         | 29 de novembro de 2013 | Contemporary hit radio | Universal        |
| Estados Unidos | 10 de dezembro de 2013 | Alternative radio      | Universal Island |